# Distrito de Pampa Hermosa (Satipo)
El Distrito de Pampa Hermosa es uno de los nueve distritos que conforman la Provincia de Satipo, ubicada en el Departamento de Junín, bajo la administración del Gobierno regional de Junín, en el Perú.
Desde el punto de vista jerárquico de la Iglesia católica, forma parte de la Vicariato apostólico de San Ramón.

## Historia
Poblada inicialmente por nativos Asháninkas en su mayoría, remonta su historia 3500 años de antigüedad, según lo demuestran los milenarios petroglifos distribuidos en distintas partes de su extensa geografía;  así como los restos de cerámicas, hachas de piedra, y las construcciones pétreas nos indican la presencia Inca en estos territorios.
Pero se enfrentaron con la decidida determinación de los nativos Ashaninkas de no permitir la invasión de sus territorios; situación que originaría duros enfrentamientos de los cuales los nativos salían siempre victoriosos debido a que ellos tenían algo que jamás tuvieron los Incas: Los secretos de la selva. Sin embargo estos aguerridos indígenas serían conquistados posteriormente con un arma mucho más eficaz: La religión.
Esta mentalidad concibió que la selva alta y baja fuera una zona de frontera abierta destinada a la conquista y explotación de sus recursos, iniciándose consiguientemente una lenta y progresiva ocupación territorial, en la que desempeñan un especial papel histórico los centros poblados de Concepción, Comas, Andamarca y el Convento de Santa Rosa de Ocopa, del cual partían las expediciones.
Manuel Biedmas ilustre peruano fue el primer visitante, hijo de españoles, quien llegó a Pampa Hermosa un 18 de mayo de 1673 y fundó el primer pueblo con el nombre de Santa Cruz de Espíritu Santo.
EN 1912 Monseñor Francisco Irazola, destacado por las misiones de Apurimac, realizó una expedición desde Quimpitirique, en las montañas de Huanta, pasando por el río Apurimac, cruzó la unión con el Mantaro y siguió por el río Ene hasta la confluencia con el río Perené, navegó por este y penetró por San Martín de Pangoa hacia el valle de Satipo, hasta llegar a Pampa Hermosa, desde este lugar se inicia la colonización de Satipo en 1915.
En 1922 se inicia la construcción de la carretera: Concepción- Satipo, inaugurándose el primer tramo Concepción- Comas en 1925 y en 1939 entra a Satipo el primer vehículo, pasando por lugares donde hoy está ubicado el distrito de Pampa Hermosa. Es así como se inicia el nacimiento de pequeños asentamientos humanos, hoy llamamos Anexos o Centros Poblados, con la llegada de gente oriunda de la Provincia de Concepción, de costumbres andinas, costumbres que hoy son las predominantes del distrito de Pampa Hermosa.
Después del terremoto se ensanchó, hasta siete veces, debido al aluvión y al agua almacenada en forma de laguna artificial, lo que originó la destrucción de la ciudad de Satipo. La reconstrucción de Satipo se inició en 1951, en 1927 llega el primer grupo organizado por el gobierno para colonizar tierras Satipeñas.
El 1 de noviembre de 1947, un terremoto seguido de un derrumbe e inundaciones destruyó la ciudad de Satipo. Se sabe que el río Pampa Hermosa era angosto y profundo, pero cuando se puso en servicio de carretera de Lima- Concepción- Satipo- Río Negro.
En 1991, llega el Batallón Contra Subversivo “Natalio Sánchez” N° 324 al mando del Capitán Carlos Méndez, iniciándose de esta manera la pacificación, que fue posible gracias a la decidida participación de las Rondas Campesinas y Nativas quienes conocedores de su territorio y, aunque mal armados y peor alimentados, combatieron heroicamente ofrendado sus vidas para erradicar al enemigo común.
Como consecuencia de esta infame y cruel guerra contra la demencia terrorista, quedó un espantoso saldo de 100 niños huérfanos a nivel distrital, incontables muertos, desaparecidos, absoluta pobreza y abandono.
Luego de mucho esfuerzo y con un costo social muy alto se logar erradicar a la subversión, iniciándose la ardua tarea de reconstrucción.
El pueblo de Pampa Hermosa se creó mediante la Ley N.º 15481 al 26 de marzo de 1965, por el presidente Constitucional de la República Arq. Fernando Belaúnde Terry. La gran mayoría de sus anexos lleva el nombre de Santos, debido a la llegada de los Misioneros Católicos dirigidos por el Padre Monseñor Francisco Irazola en 1912.

## Geografía
El distrito de Pampa Hermosa está ubicado en la provincia de Satipo, Departamento de Junin.

### Latitud Sur
11°27’30’’

### Longitud Oeste
74°40’00’’
11°32’00’’
75°05’00’’

### Extensión y altitud
El distrito de Pampa Hermosa tiene 566,82 km² en total. Se ubica entre 1 000 a 4 000 m s. n. m. y se caracteriza por tener tres zonas bien marcadas:

#### Zona baja
1000 a 1400 m s. n. m.

#### Zona intermedia
1400 a 2500 m s. n. m.

#### Zona Andina
2500 a 4000 m s. n. m.
La Ciudad de Mariposa, capital del Distrito de Pampa Hermosa, se encuentra a 1 400 m s. n. m.

### Aguas subterráneas
Los ojos de agua son alimentados por filtraciones de aguas subterráneas, se encuentra de manera especial en las quebradas, las mismas que se mantienes en la temporada de verano. En la actualidad muchos anexos utilizan estas fuentes para consumo de agua, las mismas que serán utilizados en los proyectos de inversión.

### Ríos
El Distrito de Pampa Hermosa cuenta con los ríos: Pampa Hermosa, Desconocido, Ancayo, Omayro, San José, Pacasmayo, Ipoke, Yungar Playa, Toldopampa, Yanacocha, Panamá, Tasta, Carrizal, Antuyo, Pamay. Chamiriari, Apalla, San Juan, Yucan y Portachuelo.
En la actualidad los ríos y fuentes de agua existentes no son aprovechados de modo eficiente, sobre todo por la baja temperatura de sus aguas, que fluye desde las cordilleras, por ejemplo para uso de piscigranjas.
El río Satipo, nace en la confluencia de Río Pampa Hermosa y Ancayo, teniendo por afluentes los ríos Coviriali, Negro, Marankiari, Sondoveni, Sanibeni, Casantobeni y la laguna de Tuctuca de Pampa Hermosa.

### Lagunas
El Distrito de Pampa Hermosa cuenta con lagunas : Tuctuca, Yanacoha, Azulcocha, Pucacocha, Pina, Sullasa, Ancayo, Luicocha,
Antiasha, Tingacocha, Solitaria, Leonnico, Lupicocha, Yucan, en la mayoría de las lagunas existentes aves como el pato salvaje y peces como la trucha.

### Suelos
Solo el 35 % del área total de la superficie distrital de Pampa Hermosa es aprovechada como un recurso. De este 35% para la agricultura corresponde el 85 % y el 15 % para ganadería (de preferencia en zonas andinas).
El resto de la superficie 65 % aún no es aprovechado o en su defecto son áreas aun no exploradas, cuya protección está a cargo de INRENA, donde las fauna silvestre abunda, solo se aprovecha escasamente a través de los ríos, se pesca la trucha, para consumo humano.

### Pisos ecológicos
La provincia de Satipo y el distrito de Pampa Hermosa, tiene tres grupos o condiciones climáticas, llamado pisos ecológicos, según la ONERN (Oficina Nacional de Evaluación de Recursos Naturales) y según el ilustre peruano Javier Pulgar Vidal:

#### RegiónSelva Alta
Se ubica entre 1000 a 2500 m s. n. m. llamada zona baja, que comprende desde el anexo Huanacaure hasta anexo San Antonio, su temperatura varía de 20 a 25 °C, precipitaciones en el rango de 2 000 a 3 000 mm y se cultivan productos: cacao, café, mango, palta, pacae y cítricos.

#### RegiónQuechua
Se ubica entre 2500 a 3500 m s. n. m. llamada zona andina: que comprende desde el anexo San Antonio hasta San José de Yuncan, su temperatura máxima mensual de 20 a 25 °C, temperatura media mensual de 15 a 20 °C y temperaturas mínimas que llegan hasta los 10 °C.
Se cultivan productos alimenticios como tubérculos (papa, oca), menestras (frijol, habas, maíz, arveja).

#### RegiónSuni
Se ubica entre 3 500 a 4 000 m s. n. m. llamada zona andina alta, que comprende desde anexo Toldopampa hasta la laguna Tuctucaa, su temperatura máxima mensual de 5 a 8 °C, temperatura media mensual de 0 a 3 °C y temperatura mínima que llega hasta -2 °C, se cultivan productos alimenticios como tubérculos (papa, olluco), cebada. Esta región es el límite para la producción agrícola.

## Clima
En el distrito de Pampa Hermosa las temperaturas promedio hasta los 1000 m s. n. m. se sitúa alrededor de los 25 °C; a partir de los 1 000 hasta los 2 000 m s. n. m. y 4 000 m s. n. m., la temperatura desciende hasta los 5 °C. La precipitación pluvial varía mucho dependiendo de la zona y de la época del año. En los sectores de bosques secos, es de aproximadamente 1500 mm anuales; en los sectores de bosque muy húmedo, la precipitación es de aproximadamente 3000 mm anuales.
En la zona de la laguna de TUCTUCA cercano a las cordilleras la precipitación puede llegar a los 4000 mm anuales.
Pampa Hermosa, tiene un clima cálido, húmedo y tropical, con frecuentes lluvias torrenciales que aumentan en tiempo de invierno. Existe la presencia de vientos esporádicos que varían en velocidades de 5 a 7 km/h

## División administrativa

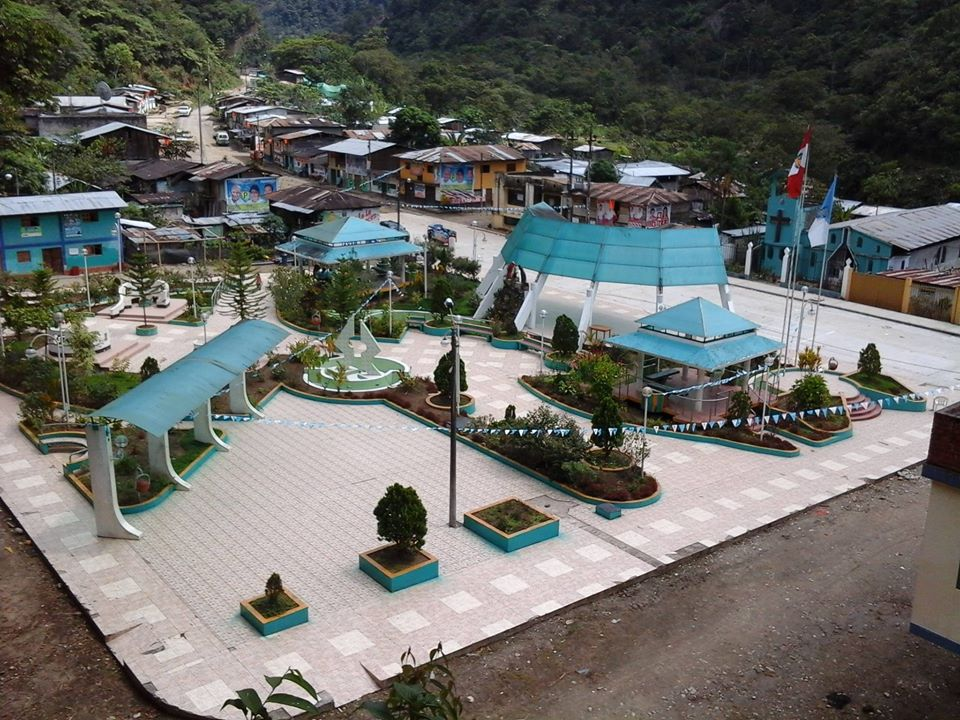
Ciudad de Mariposa capital de Pampa Hermosa

### Centros poblados
MARIPOSA, San Antonio, Santa Ana, Membrillo, Santa Rosita, Santa Bibiana Baja, Santa Bibiana Alta, San Dionisio, La Cuchillada, San Francisco de Panamá, San Juan de Pacasmayo, Villa Ancayo, Río Desconocido, Unión Progreso, Pampa Mandarina, Nueva América, Santa Rosa de Omayro, Santa Irene Alto, San Juan de la Libertad,  C.N. San Miguel de Kuviriaki, Canán del Norte, Sector Huanca, Nueva Betania, Pueblo Libre, C.N. Yorinapanko, APALLA CALABAZA, C.C. Toldopampa, San José de Yuncan, Ullimarca, Huancamachay, Hatún Putac.

## Límites y accesos

### Límites

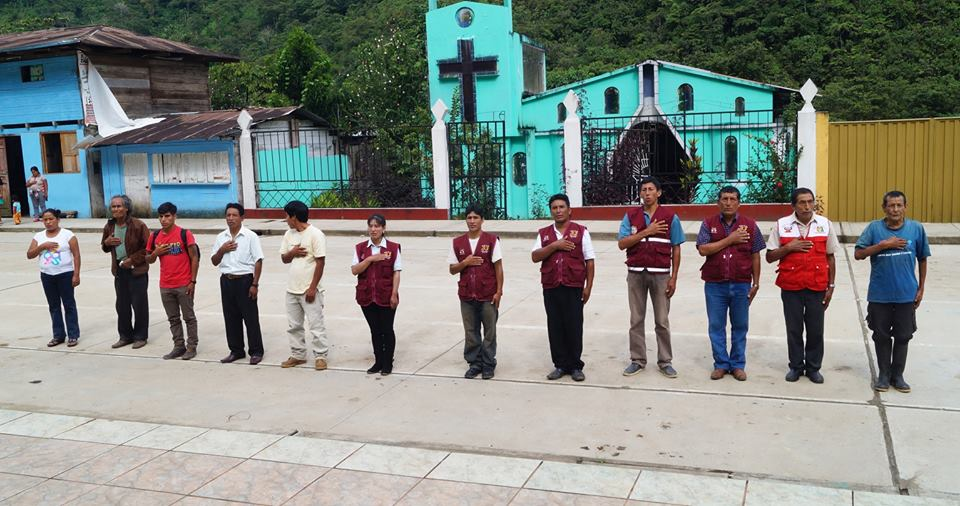
Iglesia de Mariposa

#### Por el este
Con los distritos de Coviriali y Llaylla.

#### Por el oeste
Con los distritos de Vitoc (Prov. Chanchamayo) y Monobamba (Prov. De Jauja).

#### Por el norte
Con los distritos de Satipo y Río Negro.

#### Por el sur
El distrito de Andamarca (Prov. De Concepción)

#### Por el sur este
Con el distrito de Comas (Prov. De Concepción)

### Accesos
Acceso externo de Satipo, para llegar al distrito de Pampa Hermosa, solo se tiene acceso por vía terrestre.

#### Acceso de Lima a Pampa Hermosa
Por ruta de San Ramón- La Merced- Satipo: el recorrido desde Lima a través de la Carretera Central hasta la Oroya, donde se desvía pasando por la ciudad de Tarma, rumbo a San Ramón, La Merced y Satipo. La carretera es asfaltada. Desde Satipo al distrito de Pampa Hermosa es trocha carrozable, unos 29 km por la carretera departamental 

#### Acceso a Anexos
- Trocha carrozable de Satipo a Valle Ancayo: hasta los anexos de San Juan la Libertad, Pampa Mandarina, Santa Rosa de Omayro, Santa Irene Alto, Bella Durmiente de aproximadamente 23 km por la margen de derecho de río Pampa Hermosa.
- Trocha carrozable de Satipo a zona Río Venado: a los anexos: Pueblo Libre, Canán del Norte, Sector Huanca, Betania y cerca de los dos comunidades Nativas de San Miguel de Kuviriaqui y Yorinapanko, de aproximadamente 35 km, en pésimas condiciones de mantenimiento.
- Trocha carrozable de San Pedro (Distrito de Coviriali) hasta San Francisco de Panamá y Pacasmayo, también existen trochas o caminos carrozables de gran utilidad que permiten la conexión con otros pueblos aledaños.

## Población
La población de Pampa Hermosa alcanzaba los 7.508 hab. según el censo del año 2007.
En el distrito de Pampa Hermosa, la población joven de 15 a 29 años de edad, es la que más predomina; según el Censo de Población y Vivienda del año 2007 se ha registrado que el 30,99 % corresponde a este grupo de edad, seguido de la población infantil y adolescente (5 a 14 años de edad) y la población adulta (30 a 59 años de edad). En menores porcentajes están las poblaciones entre 0 a 4 años, y la población de 60 años a más.
Existe a su vez una mayor proporción de habitantes en la zona rural, ya que alcanza el 93,21 % de la población, asimismo la población masculina es del 54,52 % lo que muestra un desbalance para con las mujeres muy marcado.

### Movimientos migratorios
Hacia el distrito de Pampa Hermosa existe una inmigración permanente de las zonas andinas de: Andamarca, Comas (ambos correspondientes a la provincia de Concepción) y Huancayo. Por las facilidades de la Carretera departamental Satipo – Concepción, además ocurre el fenómeno contrario de emigración hacia los mismos lugares.
Se entiende como tasa de emigración la relación de la población total que sale del distrito por razones laborales casi siempre, respecto a la población total del distrito. En épocas de la violencia social se acentúa la emigración, ahora que hay paz y tranquilidad disminuye la tasa y existe el retorno paulatino.

## Educación
Según los datos estadísticos de UGEL SATIPO la tasa de escolaridad es de 43,1 %, según los trabajos de campo nos demuestra que el valor promedio es de 55,20 %, en los diferentes niveles educativos. Se considera estudiantes a la población de 3 a 18 años de edad, matriculados en diferentes niveles educativos que asisten que asisten regularmente a su centro. Según UGEL SATIPO el déficit de atención escolar de 56.90%, los trabajos de campo demuestran 44.80% promedio, en los diferentes niveles educativos.

## Salud
Servicios Salud
La prestación de Salud de parte de MINSA es en forma continua y se realiza a través de los puestos de salud de Mariposa (Sede), Santa Rosita y Calabaza. Actualmente está en construcción el puesto de Salud de Toldopampa con un avance de 85 %, en cuanto a infraestructura física.

## Economía

### Agricultura
En el distrito de Pampa Hermosa, los principales cultivos son los siguientes: Achiote, café, maíz, pacae, palto, papa, papaya, plátano, rocoto, yuca, etc.

### Ganadería
La principal crianza lo constituye el Ganado vacuno, seguido del Ganado porcino, las aves de corral y ovinos. En menor escala el ganado caprino. La comunidad Campesina de Toldopampa sobresale en la crianza de ganado vacuno, ovino y caballar. En esta misma clasificación le siguen los anexos de San José de Yuncan, Ullimarca, Huancamachay, Hatún Putac, Calabaza. 
Cuenta con excelentes zonas de pastos lo que contribuirá al desarrollo ganadero (zona andina). La producción de Leche, se transforma en Queso, se abastece el autoconsumo local, lo excedente se coloca el mercado de Satipo y Huancayo.

### Piscicultura
Actualmente existe la crianza de peces en Piscigranjas en la capital del Distrito Mariposa, con una capacidad de 30 000 truchas. Existen varios ríos con aguas de bajas temperaturas aptas para la instalación de Piscigranjas.

### Minería
No existe actividad minera alguna, a la fecha, pero se sabe extraoficialmente que existe el mineral Molibdeno y la piedra blanca similar al sillar en la zona Andina de San José Yuncan y Toldopampa.

## Turismo

### Catarata Cristal
Se encuentra ubicada a una altitud de 780 m s. n. m. a 10 km, desde San Pedro hasta el Anexo de Panamá (trocha) aprox. 40 min en carro, luego 30 min caminando por la selva, en estado natural sin la intervención humana. En esta hermosa cascada de triple caída de aprox. 30 m, con cristalinas y frescas aguas hacen honor a su nombre, se puede notar la presencia de los vistosos gallitos de las rocas así como de otras aves entre su espesa vegetación con abundancia de orquídeas y helechos.

### Catarata Gallito de las Rocas

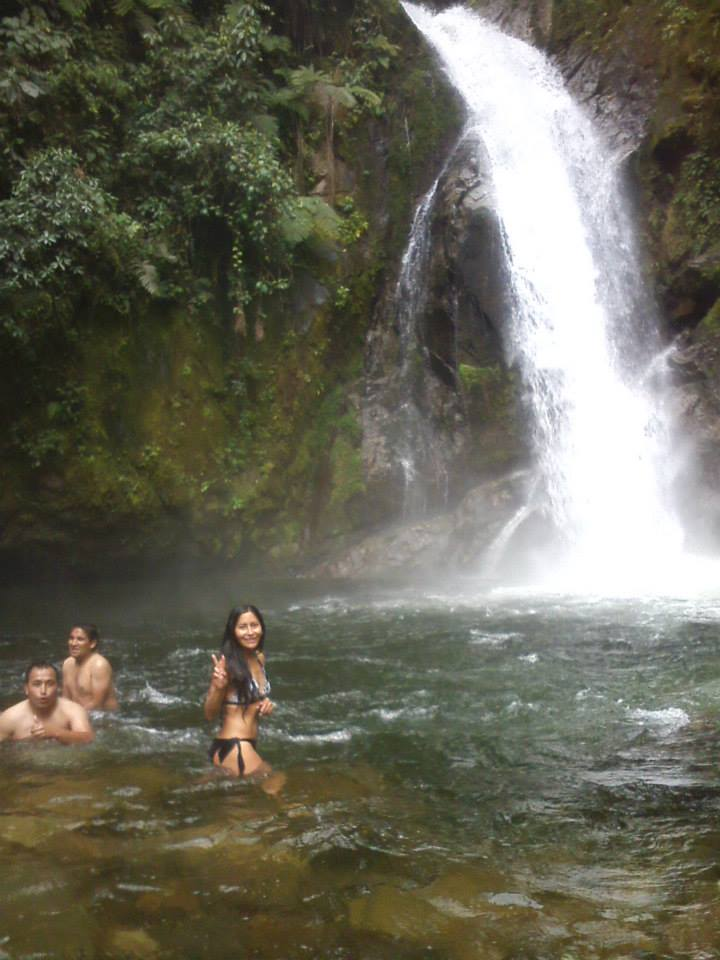
Catarata Gallito de las Rocas

Se encuentra ubicada a una altitud de 1400 m s. n. m. a 32 km desde Satipo por una carretera departamental hasta el anexo de San Antonio, caminata por el bosque en 10 minutos, se cruza un puente colgante. Tiempo aproximado: 45 minutos en auto desde Satipo.
El trayecto hasta la catarata se hace por un pintoresco camino donde se ven los cultivos de cacao y café. Posee una gran poza de profundidad aún no terminada, donde se pueden bañar los visitantes. Al lado derecho de la catarata se aprecia unas cuevas en las anidan los Gallitos de las Rocas (ave nacional del Perú). Estas vistosas aves se pueden apreciar muy temprano (6.00) y por la tarde (16 y 17.00). En el camino se cruza por un puente colgante sobre el río y se pueden observar en el camino orquídeas, helechos y otras plantas ornamentales.

### Laguna de Tuctuca
Se encuentra ubicada a una altitud de 4300 m s. n. m. a 95 km desde Satipo, por la carretera afirmada hacia Comas aprox. 3 horas y 30 minutos en auto. En estado natural sin la intervención de la mano del hombre.

### Criadero de Truchas
Se encuentra ubicada a una altitud de 1400 m s. n. m. a 29 km desde Satipo, por la carretera afirmada, hasta la capital del distrito, Mariposa, aprox. 40 minutos. Pertenece a la Municipalidad Distrital de Pampa Hermosa, con una capacidad de 30 000 truchas, las cuales tienen un sabor muy especial debido a la pureza y alta calidad de aguas donde se desarrollan y producto del deshielo de los nevados y las constantes lluvias.

### Catarata LAS LLUVIAS
La catarata "las lluvias" se encuentra en San Francisco de Panamá, con una gran poza especial para estar en familia y está en construcción que contara con 3 pozas, 1 pisina campo de fútbol, vóley, cuatrimotos, comida típica de las 3 regiones.

## Fauna
En cuanto a la fauna existe gran variedad como: monos, osos, venados, zamaños, mishashos, tigrillos, pumas, etc. En los ríos existen peces en especial la trucha, en cuanto a aves mencionaremos al Gallitos de las rocas, tucán de siete colores, el relojero, etc.
El distrito, no obstante la depreciación del animal, cuenta con algunos sectores, con gran diversidad de especies de fauna. Sin embargo, la tala indiscriminada viene ocasionando que los animales, se encuentran en proceso de extinción como el gallito de las rocas, el cutpe, la sachavaca, sajino, el samani, etc. Son después de tres décadas continuas, las que han provocado la notoria despoblación de la fauna en Pampa Hermosa. Las especies de fauna en general son: Mamíferos, aves, reptiles, batracios, moluscos, insectos, arácnidos. Nematelmintos, hongos.
En la zona alta existe ganado vacuno, ovino y peces (3 especies de truchas: trucha salmón, de carne rosada y blanca) entre otros.

## Flora
Desde el punto de vista de su uso y aprovechamiento se distinguen en la flora varios tipos: Maderables, Alimenticios, Medicinales, Artesanías de usos diversos. En el territorio de Pampa Hermosa, existe una vegetación exuberante y de riqueza impresionante, pródiga en recursos florísticos. Actualmente, los bosques intervenidos (antes bosques vírgenes talados en forma indiscriminada), cuentan con reducidas cantidades de madera, y son controlados por INRENA. En los bosques, el producto más importante es la madera como: caoba, cedro, nogal y otros, constituyendo un potencial muy valioso con un volumen referencial aproximado en 10 000 000 m³, según información recopilado en el campo.
El reducido potencial maderable se va depredando por no existir una equilibrada reposición forestal, tanto en áreas de colonos, aledaños a los anexos existentes en el distrito, como en territorios de Comunidades Nativas.Las principales especies forestales maderables y tanto en la zona alta y baja son: Ulcumayo, Diablo fuerte, Caoba, Cedro, Nogal, Alcanfor, Congona, Mohena, Quina quina, entre otros. Plantas medicinales como: sangre de grado, achiote, ayahuasca, cacao, camote, chalanca u ortiga, coca, ivenki- piripiri, guayaba, matapalo, matico, chupa sangre, chanca piedra, pájaro bobo, palo balsa, ala de murciélago, ojé, pacae, papaya, tabaco, entre otras.
También existen especies que pertenecen al grupo de alimenticias, otros como tóxicos, estimulantes, materiales de construcción de vivienda, etc. Entre ellas tenemos, anona, barbasco o cube, caimito, capiro, camona-pona, chonta, huca, huito, humiro, orquídeas, shapaja, totumo, maona, ungurahui, calabaza, caña, olluco, oca, mashua, y papas nativas en la zona alta.

## Autoridades

### Municipales
- 2015 - 2018[2]
  - Alcalde: Grudy Victor Galindo Pariona del Movimiento Junín Sostenible con su Gente (JSG).
  - Regidores:  Edgar Walter Melo Rojas (JSG), Ana Ysabel Pariona Gutiérrez (JSG), Piter Paul Poma Pomaya (JSG), Martín De La Cruz Ames (JSG), Antonio Serva Porta (Junin Emprendedores Rumbo al 21).
- 2011 - 2014
  - Alcalde: Grudy Víctor Galindo Pariona, de Fuerza 2011.
  - Regidores: Edgar Walter Melo Rojas (Fuerza 2011), Antonio Serva Porta (Fuerza 2011), Paul Pelayo Quiñonez Apolinario (Fuerza 2011), Mariluz Sayda Veliz Nuñez (Fuerza 2011), Rubel William Cerrón Saldaña (Perú Libre).
- 2007 - 2010
  - Alcalde: Grudy Víctor Galindo Pariona.
- 2019 - 2022
  - Alcalde: Rolando Laureano Figueroa

### Policiales
- Comisario: Cmdte. PNP  .

### Religiosas
- Vicariato apostólico de San Ramón
  - Obispo: Anton Gerardo Antonio Žerdín Bukovec, O.F.M..
- Parroquia San Francisco de Asís[3]
  - Párroco: Pbro.